# Chó Nhật đuôi cuộn
Chó Spitz Nhật (chữ Nhật: 日本スピッツ/Nihon Supittsu; tiếng Anh: Japanese Spitz) là một giống chó cảnh thuộc nhóm chó Spitz có nguồn gốc từ Nhật Bản. Chó Spitz Nhật có màu lông trắng như tuyết, được điểm xuyển bởi ba chấm đen do mắt và mũi tạo ra, làm cho chúng có nét mặt như lúc nào cũng tươi cười. Vảo khoảng năm 1920 dòng Spitz lớn được đưa vào Nhật qua Xibiri và đông bắc Trung Quốc. Cho tới năm 1936 người Nhật tiếp tục nhập chó Spitz lớn từ Canada, Mỹ, Úc và Trung Quốc để cải tạo giống Spitz của mình. Giống Spitz Nhật ngày nay là một giống chó đồng hành, rất gắn bó với người, luôn thích ở bên người, không gây ồn ào, không sủa vô tội vạ nên càng được nhiều người yêu thích.

## Đặc Điểm
Chó Spitz Nhật Bản được biết đến là người bạn đồng hành tích cực và trung thành, những người trở nên rất tận tụy với chủ của chúng. Điều làm cho Spitz Nhật Bản trở thành một thú cưng tuyệt vời là thực tế là giống chó này chỉ đơn giản là khao khát sự chú ý của con người. Những con chó nhỏ này sẽ không hài lòng khi ngồi lại và xem các hoạt động gia đình - chúng muốn trở thành một phần của hành động! Mặc dù đây là một giống chó khá gần đây và hiếm, Spitz Nhật Bản là một giống chó rất được tìm kiếm. Lý do chính cho điều này là sự kết hợp chiến thắng của họ với vẻ ngoài đáng yêu, mịn màng và một tính cách tuyệt vời. Những con chó này đặc biệt được khuyến nghị cho các gia đình có trẻ em và người cao niên đang tìm kiếm một vật nuôi bảo trì thấp. Spitz Nhật Bản cũng là một lựa chọn tuyệt vời cho những người sống trong một căn hộ, do kích thước nhỏ gọn và nhu cầu tập thể dục tối thiểu. Spitz Nhật Bản được phát triển ở Nhật Bản trong những năm 1920 và 30 bằng cách lai tạo một số giống chó Spitz. Người ta cho rằng giống chó này bắt đầu với những con chó Spitz của Đức được lai tạo thành nhiều giống chó Spitz nhỏ màu trắng khác nhau được nhập khẩu từ khắp nơi trên thế giới. Mục tiêu của các nhà lai tạo là tạo ra một con chó có bộ lông hấp dẫn và có một tính cách khiến nó trở thành người bạn đồng hành tốt cho các gia đình. Tiêu chuẩn đầu tiên cho giống chó này được công bố tại Nhật Bản cho đến sau Thế chiến II, sau thời điểm đó, giống chó này bắt đầu trở nên phổ biến trên khắp Nhật Bản và vào Anh. Vào năm 1977, Spitz Nhật Bản đã được chấp nhận là thành viên của Nhóm tiện ích bởi Câu lạc bộ cũi nhưng nó vẫn không được AKC công nhận. Giống chó Spitz Nhật Bản được phát triển bằng cách lai một số giống chó Spitz với nhau, bao gồm cả chó Spitz của Đức. Sau nhiều năm phát triển, những nhà lai tạo Nhật Bản này đã cố gắng tạo ra một tiêu chuẩn cho những con chó nhỏ, trắng mà bây giờ biết và yêu thích. Tuy nhiên, mặc dù khá phổ biến trên toàn thế giới, những con chó này không quá nổi tiếng ở Hoa Kỳ. Lý do chính là sự giống nhau của chúng với nhiều giống chó Spitz khác, bao gồm cả Eskimo của Mỹ, đó cũng là lý do tại sao chúng không được Câu lạc bộ chó giống Mỹ công nhận. Tại Mỹ, các câu lạc bộ nhỏ hơn nhận ra giống chó này, bao gồm Đăng ký chó Mỹ, Hiệp hội chó Mỹ, Đăng ký thú cưng Mỹ và Đăng ký chó của Mỹ. Mặc dù vậy, điều này có nghĩa là chú chó con mới của bạn có thể có một phả hệ chính thức - vì Spitz Nhật Bản không đủ điều kiện để đăng ký với AKC. Trên khắp thế giới, hầu hết các câu lạc bộ quốc gia đều công nhận những chú chó này, từ Câu lạc bộ chó giống Anh đến Câu lạc bộ chó giống Canada và Fédération Cynologique Internationale. Giống như nhiều giống chó nhỏ, Spitz Nhật Bản có xu hướng phát triển các vấn đề về hành vi nếu không được huấn luyện hoặc luyện tập đúng cách. Huấn luyện không chỉ đảm bảo rằng con chó của bạn tuân theo mệnh lệnh của bạn - nó còn giúp chú chó của bạn tập thể dục để tránh sự nhàm chán. Nếu con chó của bạn trở nên buồn chán, nó có nhiều khả năng phát triển các vấn đề về hành vi như đào và nhai. Spitz Nhật Bản nói riêng được cho là một con chó lớn trong cơ thể con chó nhỏ, vì vậy việc huấn luyện là điều cần thiết để giữ cho con chó của bạn Cá tính lớn trong tầm kiểm soát. Chó Spitz Nhật Bản rất thông minh và mong muốn làm hài lòng điều đó khiến chúng rất dễ thích nghi với việc huấn luyện. Điều quan trọng là bắt đầu huấn luyện chó của bạn sớm và duy trì sự nhất quán để con chó của bạn học nhanh và ghi nhớ các lệnh của bạn. Ngoài việc rèn luyện sự vâng lời, Spitz Nhật Bản cũng là một ứng cử viên tốt cho việc huấn luyện sự nhanh nhẹn và các môn thể thao chó khác nhau bao gồm cả Flyball. Trọng lượng trung bình của giống chó này là 11 đến 20 lbs. (5–10 kg). Tuổi thọ của giống chó Spitz Nhật Bản là khoảng 12-14 năm.